# Mozelle Alderson
Mozelle Alderson (* 20. November 1904 in Bedford, Ohio, USA als Mozelle Fagans; † 15. Februar 1994 in Chicago, Illinois) war eine amerikanische Classic-Blues-Sängerin.

## Leben und Karriere
Mozelle Alderson wurde wahrscheinlich 1904 in Bedford, Ohio, USA geboren. Möglich ist aber auch ein früheres Geburtsdatum, so wird auch 1900 als ihr Geburtsjahr genannt. Nach ihrer Hochzeit zog sie nach Chicago.
1927 veröffentlichte sie, begleitet vom Pianisten Blind James Beck, drei Singles bei Black Patti Records.
Titel:
- Mobile Central Blues
- Tall Man Blues
- Mozelle Blues
- State Street Special
- Sobbin' the Blues
- Room Rent Blues[2]

1930 veröffentlichte sie Tight in Chicago und Tight Whoopee bei Brunswick Records, begleitet vom Pianisten Judson Brown. Ebenfalls 1930 nahm sie als Jane Lucas einige Titel mit den Hokum Boys auf; weiterhin spielte sie Aufnahmen als Hannah May und als Kansas City Kitty ein.
1931 nahm sie mit dem Trio Harum Scarum (Big Bill Broonzy, Georgia Tom, Mozelle Alderson) Alabama Scratch für Paramount Records auf.
Sie machte außerdem Aufnahmen für ARC und Vocalion.
Nachdem sie 1941 verwitwete, heiratete sie 1943 John Slocum in Chicago. Mehr ist aus ihrem privaten Leben nicht bekannt.
Sie starb mit 89 Jahren im Jahr 1994.